# Foldicoccus monikae
Foldicoccus monikae är en insektsart som beskrevs av Kozar och Konczne Benedicty 2000. Foldicoccus monikae ingår i släktet Foldicoccus och familjen Carayonemidae. Inga underarter finns listade i Catalogue of Life.